# Kanzel (Izon)

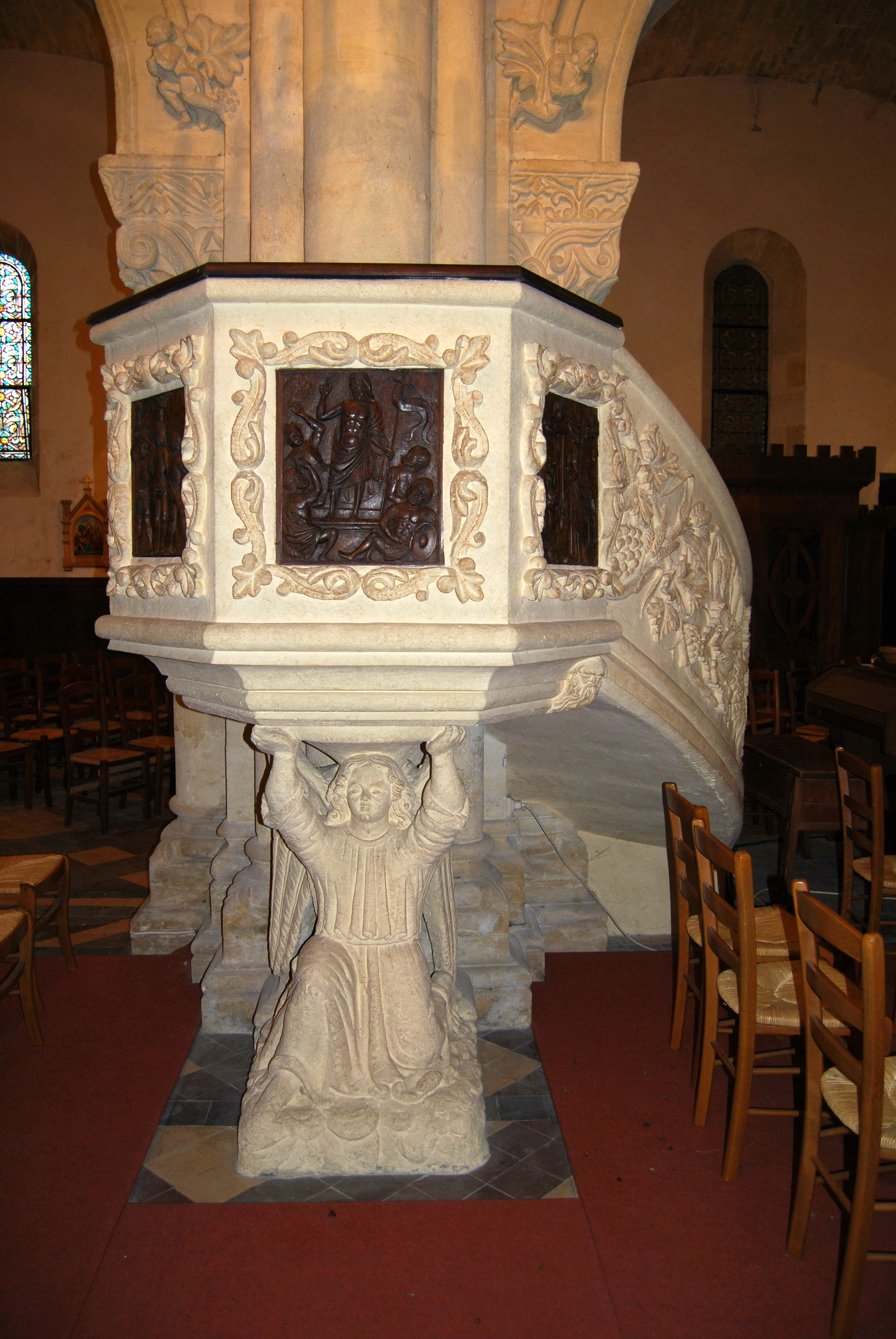
Kanzel in Izon

Die Kanzel in der Kirche St. Martin in Izon, einer französischen Gemeinde im Département Gironde in der Region Nouvelle-Aquitaine, wurde im 17. Jahrhundert geschaffen. Im Jahr 2002 wurde die barocke Stein-Kanzel als Monument historique in die Liste der denkmalgeschützten Objekte (Base Palissy) in Frankreich aufgenommen.
Der Sockel der Kanzel ist in Form eines knienden Engels gehalten, der den Predigtstuhl auf seinen Händen trägt. Seine Haltung erinnert an die der Atlanten in der antiken Kunst. 
Am Kanzelkorb sind vier Reliefs aus Nussbaumholz angebracht. Umgeben von Rankenwerk zeigen sie Szenen aus dem Leben Jesu. Diese Reliefs waren bis zur Restaurierung der Kanzel im Jahr 2000 mit weißer Farbe überstrichen.
Die steinerne Treppe ist mit floralen Reliefs geschmückt. 

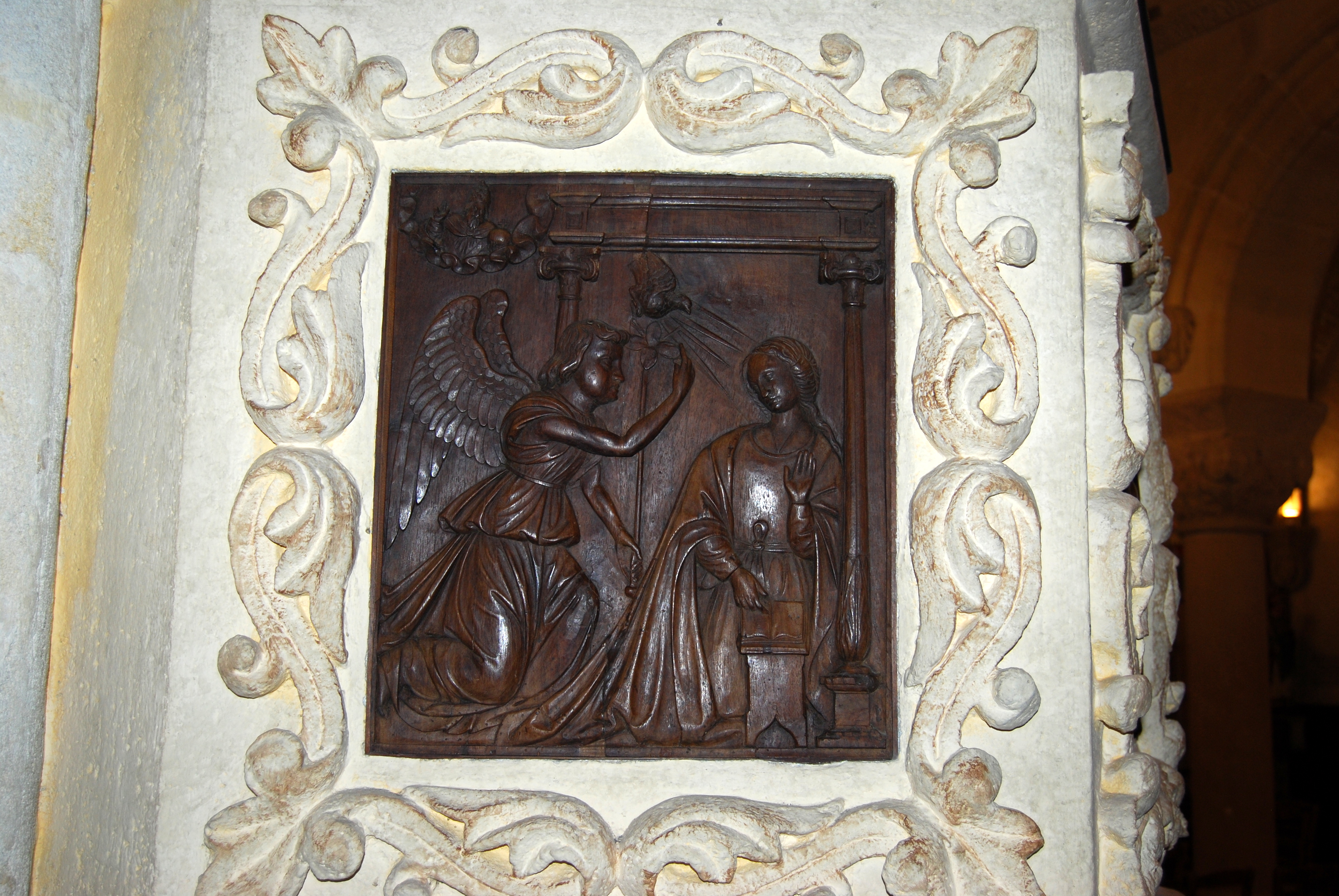
Verkündigung an Maria
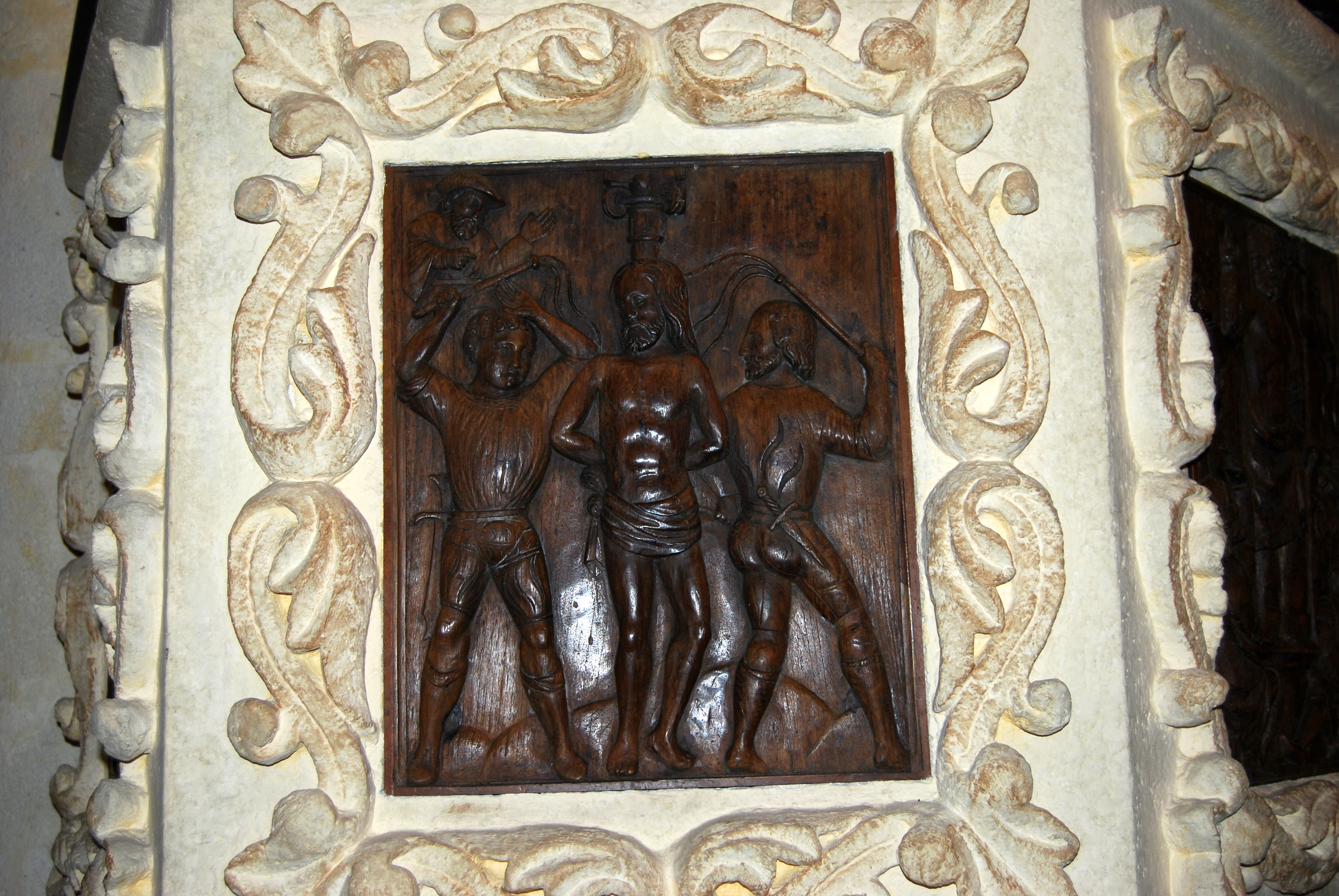
Geißelung Christi
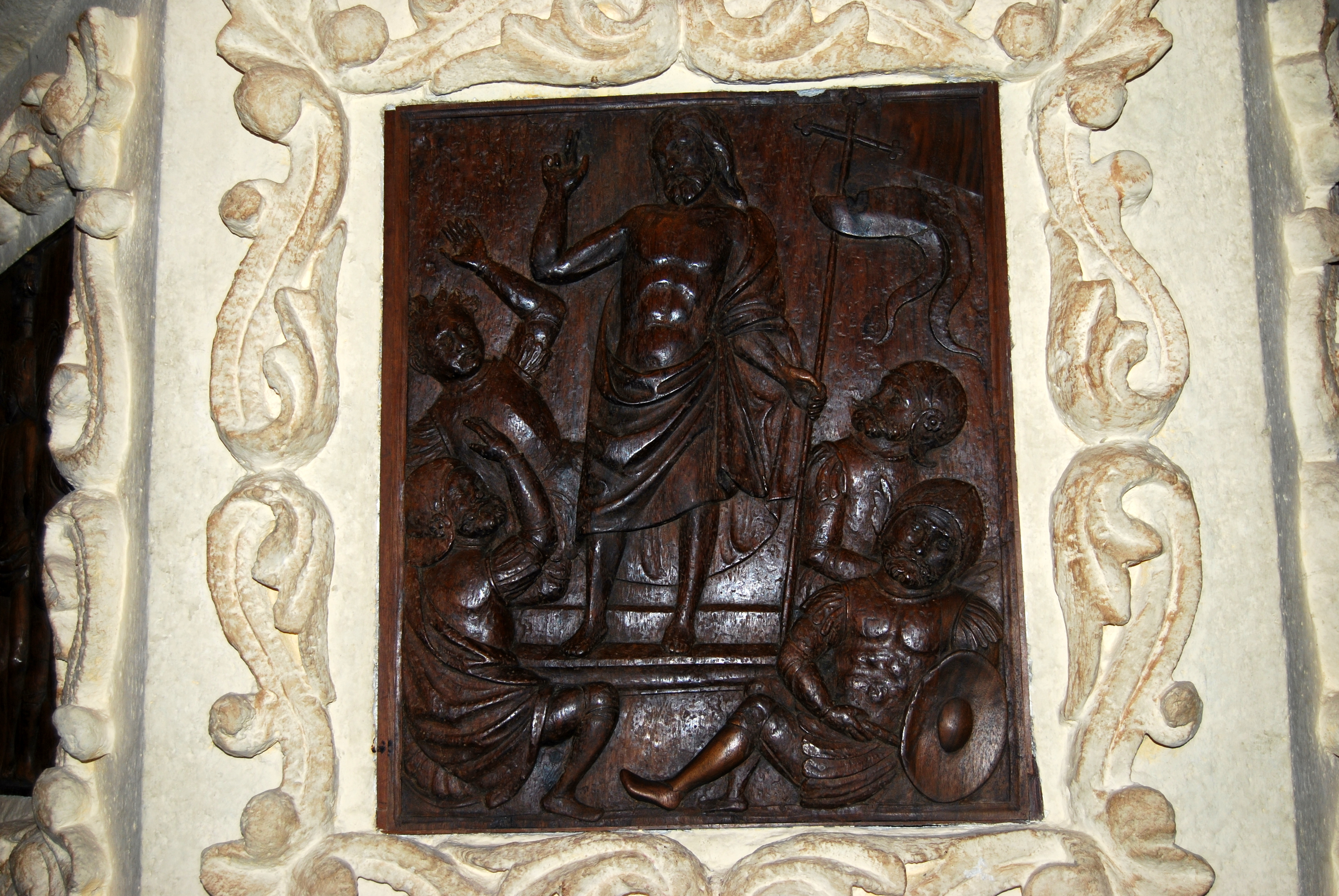
Auferstehung Christi
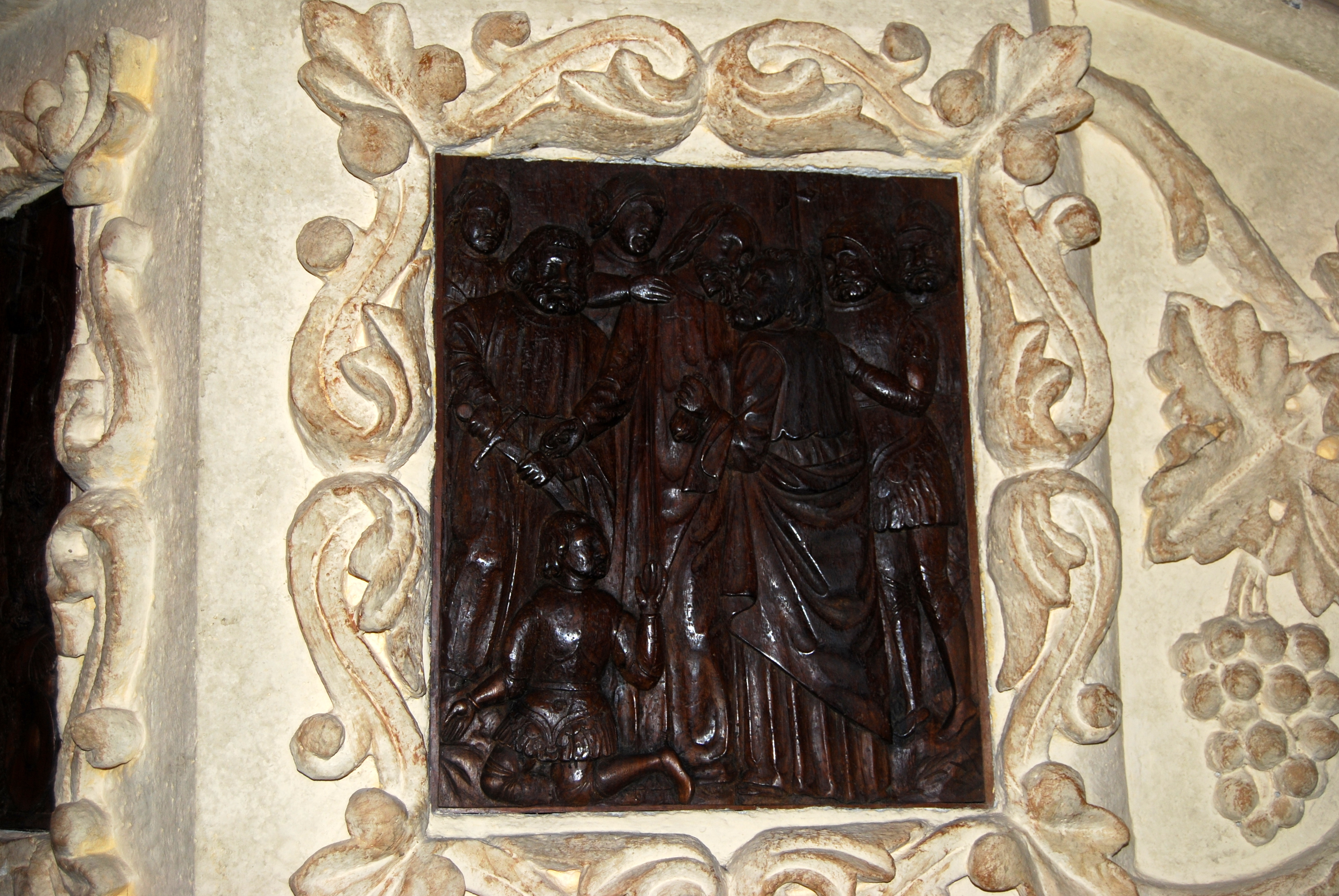
Judaskuss